# گل حیدر
گل حیدر، روستایی از توابع بخش مرکزی شهرستان نهاوند در استان همدان ایران است که با زبان لکی صحبت می‌کنند

## جمعیت
این روستا در دهستان گاماسیاب (نهاوند) قرار دارد و براساس سرشماری مرکز آمار ایران در سال ۱۳۹۵، جمعیت آن ۵۹۳ نفر (۱۶۹خانوار) بوده‌است. فاصله تا نهاوند ۱۷ کیلومتر